# Cantón de Laguiole
El cantón de Laguiole era una división administrativa francesa, que estaba situada en el departamento de Aveyron y la región de Mediodía-Pirineos.

## Composición
El cantón estaba formado por cinco comunas:
- Cassuéjouls
- Curières
- Laguiole
- Montpeyroux
- Soulages-Bonneval

## Supresión del cantón de Laguiole
En aplicación del Decreto n.º 2014-205 de 21 de febrero de 2014, el cantón de Laguiole fue suprimido el 22 de marzo de 2015 y sus 5 comunas pasaron a formar parte del nuevo cantón de Aubrac y Carladez.